# 유한주의
수학철학에서 유한주의(有限主義, 영어: finitism)는 유한한 수학적 대상의 존재만을 받아들이는 입장이다. 무한 집합과 같은 무한적인 개념들을 유효한 것으로 보는 주류 수학과는 대조된다.
유한주의의 핵심적 주장은 무한 집합과 같은 무한한 대상은 실제로 존재하지 않는다는 것이다. 예를 들어 각각의 자연수들은 존재하는 것으로서 받아들여질 수 있으나, 그 모든 자연수들의 집합이라는 대상은 존재하지 않는다고 여겨지며 이러한 무한 집합에 대한 보편 양화 역시 부정된다. 이들의 수학적 이론은 흔히 토랄프 스콜렘이 양화사를 사용하지 않는 자연수 공리계로서 제시한 원시 재귀 산술(primitive recursive arithmetic)과 연계된다.

## 역사
수학의 역사에 있어서 칸토어의 무한 집합론과 초한수 이론이 등장한 이래로 무한이라는 개념은 논쟁적인 주제가 되어 왔으며, 이와 같은 플라톤주의적 무한의 존재에 동의하지 않는 사조가 여럿 등장했다. 대표적으로 브라우어르가 주장한 직관주의에서는 오직 "구성할 수 있는" 무한의 개념만을 받아들였다.
다비트 힐베르트는 유한한 대상은 구체적인 것이고 무한한 대상은 이상적인 것으로서 구분되므로 이상적인 대상을 다루는 것이 유한한 수학적 대상을 다루는 데에 문제를 일으키지 않을 것이라고 믿었다. 따라서 그는 무한을 사용하여 얻을 수 있는 수학적 결과는 모두 유한한 방법으로도 보일 수 있을 것이라 생각했고, 이는 산술의 일관성과 완전성을 유한주의적인 방법으로 증명하고자 한 힐베르트 프로그램으로 이어졌다. 그러나 괴델의 불완전성 정리 이후 이러한 시도는 설득력을 잃었고, 오늘날에는 많은 수학자들이 실무한을 사용하는 집합론 공리계를 받아들이고 있어 유한주의는 비주류로 남아 있다.

## 상세
타일스(Tiles)는 잠재적으로 무한한(potentially infinite) 대상의 존재를 받아들이는 입장을 고전적 유한주의, 받아들이지 않는 입장을 엄밀 유한주의로 구분한다. 고전적 유한주의자는 예컨대 무한급수는 유한한 부분합들의 극한이라는 의미로서 받아들일 수 있으나 칸토어 집합론의 초한 기수와 같은 개념은 거부한다.
이외에 유한주의보다 더욱 보수적인 입장으로 초유한주의(ultrafinitism)가 있는데, 이들은 유한하지만 "너무 큰" 수학적 대상들조차 거부되어야 한다고 주장한다.

## 같이 보기
- 직관주의
- 구성주의 (수학)